# King of America
King of America  è un album discografico del cantautore inglese Elvis Costello pubblicato nel 1986. È stato pubblicato sotto il nome "The Costello Show featuring the Attractions and Confederates" nel Regno Unito e "The Costello Show featuring Elvis Costello" nel Nord America.

## Descrizione
Il disco è stato registrato a Los Angeles presso gli Ocean Way Recording e presso i Sunset Studios tra il 1985 ed il 1986.
Hanno partecipato all'album numerosi musicisti della scena jazz di New Orleans, oltre ad alcuni amici di Costello come T-Bone Burnett (anche produttore) e Mitchell Froom. La consueta band di supporto di Costello, i The Attractions, appare solo in una traccia (Suit of Lights), ma ritorna a lavorare pienamente con lui nel successivo album Blood & Chocolate.
Nei crediti del disco, Costello utilizza tre diversi pseudonimi: il primo è in realtà il suo nome vero, ossia Declan McManus, il secondo è appunto Elvis Costello ed il terzo è The Little Hands of Concrete, nome adottato ad inizio carriera con Nick Lowe.

## Tracce
Tutte le canzoni sono scritte da Declan MacManus (Elvis Costello), salvo dove indicato.
1. Brilliant Mistake — 3:45
2. Lovable (MacManus, Cait O'Riordan) — 2:53
3. Our Little Angel — 4:06
4. Don't Let Me Be Misunderstood (Bennie Benjamin, Sol Marcus, Gloria Caldwell) — 3:22
5. Glitter Gulch — 3:17
6. Indoor Fireworks — 4:10
7. Little Palaces — 3:49
8. I'll Wear It Proudly — 4:25
9. American Without Tears — 4:34
10. Eisenhower Blues (J. B. Lenoir) — 3:46
11. Poisoned Rose — 4:07
12. The Big Light — 2:33
13. Jack of All Parades — 5:18
14. Suit of Lights — 4:06
15. Sleep of The Just — 3:51

## Formazione
- Elvis Costello – chitarra acustica, chitarra elettrica, mandolino, voce principale

Collaboratori
- T-Bone Burnett - chitarre, cori
- Mitchell Froom – organo Hammond, organo, clavicembalo, piano
- Tom "T-Bone" Wolk – chitarra elettrica, fisarmonica, basso
- Jerry Scheff – contrabbasso, basso elettrico
- Mickey Curry – spazzole, batteria, bacchette

Ospiti
- Michael Blair – marimba
- James Burton – chitarra elettrica, dobro, chitarra acustica
- Tom Canning – piano
- Ralph Carney - sassofono
- Jim Keltner – bacchette, batteria, spazzole
- Earl Palmer– spazzole, batteria
- Ron Tutt – spazzole, batteria
- Ray Brown – contrabbasso in "Eisenhower Blues"
- David Hidalgo – voce in "Lovable"
- Jo-El Sonnier – fisarmonica in "American Without Tears"
- Steve Nieve – piano, organo Hammond in "Jack Of All Parades", "Suit of Lights" e "Betrayal"
- Bruce Thomas – basso elettrico in "Suit of Lights" and "Betrayal"
- Pete Thomas – bacchette, batteria in "Suit of Lights" e "Betrayal"